# Альрек и Эйрик
Альрек и Эйрик (исл. Alrekr и Eiríkr) — легендарные братья-конунги из династии Инглингов, персонажи «Круга земного» Снорри Стурлусона.

## В средневековых источниках
Альрек и Эйрик были сыновьями Агни. Они правили вместе и были вечными соперниками. Однажды они выехали вдвоём на конную прогулку и не вернулись. Их нашли мёртвых с проломленными черепами; поскольку никакого оружия при них не было, решили, что они убили друг друга конскими удилами.
Тьодольв сын Хвинира говорит о смерти братьев следующее:

Альрек, подняв

Руку на Эйрика,

Сам от руки

Братней умер.

Да не меч,

А узду простую

Князья в бою

Заносили.

Прежде вождям

Не доводилось

Брать на брань

Конскую сбрую.
— Сага об Инглингах XX.
Альреку и Эйрику наследовала другая пара братьев-соперников — сыновья Альрека Ингви и Альв. Матерью Альва была Дагейд, дочь Дага Могучего из рода Дёглингов.
«Сага о Гаутреке» говорит, что Эйрик убил Альрека конскими удилами и после этого долго правил Швецией единолично. Эту версию поддерживает «Сага о Хрольве сыне Гаутрека», где действует дочь Эйрика и его жены Ингибьёрг — Торбьёрг.

## Мнения учёных
Основной сохранившийся источник, рассказывающий об Альреке и Эйрике, — «Круг земной» Снорри Стурлусона, сборник саг, составленный в XIII веке. Письменная традиция о ранних Инглингах возникла не раньше XII века, а потому она крайне ненадёжна. По выражению исследовательницы Гвинн Джонс, это скорее «мир легенд и сказок», чем мир истории. История Альрека и Эйрика, по-видимому, стала результатом творчества: автор «Круга земного», найдя у Тьодольва краткое сообщение о братоубийстве, совершённом при помощи удил, придумал историю о том, как братья-конунги соперничали друг с другом в верховой езде, как они однажды отбились от сопровождающих и как их нашли мёртвыми.
Шведский археолог Биргер Нерман на основании археологических и других данных предложил датировать гибель Альрека и Эйрика первой половиной V века.